# Ralph Fiennes
Ralph Nathaniel Twisleton-Wykeham-Fiennes (bolj poznan kot samo Ralph Fiennes), angleški filmski igralec, * 22. december 1962, Ipswich, Suffolk, Združeno kraljestvo.
Svojo kariero je začel kot gledališki igralec, njegov prvi filmski nastop pa je bil v priredbi romana Wuthering Heights leta 1992. Leto kasneje je bil nominiran za Oskarja za stransko vlogo v Spielbergovem filmu Schindlerjev seznam, kar mu je prineslo mednarodno prepoznavnost. Med njegovimi najbolj znanimi vlogami je tudi upodobitev Mrlakensteina v filmih Harry Potter in ognjeni kelih, Harry Potter in feniksov red, Harry Potter in svetinje smrti, 1. del in Harry Potter in svetinje smrti, 2. del 28 let pozneje, 28 let pozneje: Tempelj kosti.